# Přemysl Bláha
Přemysl Bláha (* 7. června 1957, Slaný) je bývalý český volejbalista, který reprezentoval Československo a Česko. S československou reprezentací získal stříbrnou medaili na mistrovství Evropy v roce 1985. Má též bronz ze Světového poháru v roce 1985. Zúčastnil se též dvou dalších evropských šampionátů (1987 - 6. místo, 1995 - 9. místo). Československo reprezentoval v letech 1984-1992, Česko v letech 1993-1995. Hrál za kluby Aero Odolena Voda, Knack Roeselare, Setuza Ústí nad Labem, Spartak Perštejn a VK Ústí nad Labem. S Aerem se stal dvakrát mistrem Československa (1987, 1988) a dvakrát mistrem Česka (1993, 1994), další tři české tituly přidal v Setuze (1995, 1997, 1998). S Roeselare se stal mistrem Belgie a dokráčel s ním k bronzu v Poháru vítězů pohárů. Po skončení hráčské kariéry se stal trenérem, vedl například ústecké juniory. Měřil 203 cm, měl přezdívku Dědek.